# Sabri Gürses
Sabri Gürses (n. 7 februarie, 1972) este un scriitor turc.